# Chinaganapalli, Bagepalli
Chinaganapalli là một làng thuộc tehsil Bagepalli, huyện Kolar, bang Karnataka, Ấn Độ.